# والنمولین
والنمولین(به انگلیسی: Valnemulin) (با نام تجاری Econor) یک آنتی‌بیوتیک از دسته پلوروموتیلین‌ها است که برای معالجه دیسانتری خوکی، Ileitis، کولیت و ذات الریه مورد استفاده قرار می‌گیرد. همچنین برای پیشگیری از عفونت‌های Gastrointestinal tract خوک نیز استفاده می‌شود. شواهد نشان می‌دهد والنمولین باعث کاهش سریع علائم بالینی عفونت مایکوپلاسما بوویس و از بین بردن M. bovis از ریه‌های گوساله‌ها می‌شود.